# ليوبولد ماير
ليوبولد ماير (بالألمانية: Leopold von Meyer) (و. 1816 – 1883 م) هو عازف بيانو، من النمسا، توفي في دريسدن، عن عمر يناهز 67 عاماً.